# 阿拉斯加哈士奇
阿拉斯加哈士奇（英語：Alaskan husky）是中型工作雪橇犬，牠是各類雪橇犬比賽中最常出現的品種，在短距離、長距離比賽皆然。

## 描述
阿拉斯加哈士奇並未經過任何育犬協會的品種認可，也沒有正式的品種標準。牠是各品種的犬隻中，挑選符合雪橇犬特性培育而成的產物，故看重其耐力、速度、智力、食欲和对极端天气耐受等能力。
專門且注重表現的培育，讓阿拉斯加哈士奇在DNA研究中具有共同的遺傳特徵，並且確實可以透過DNA品種測試準確識別。

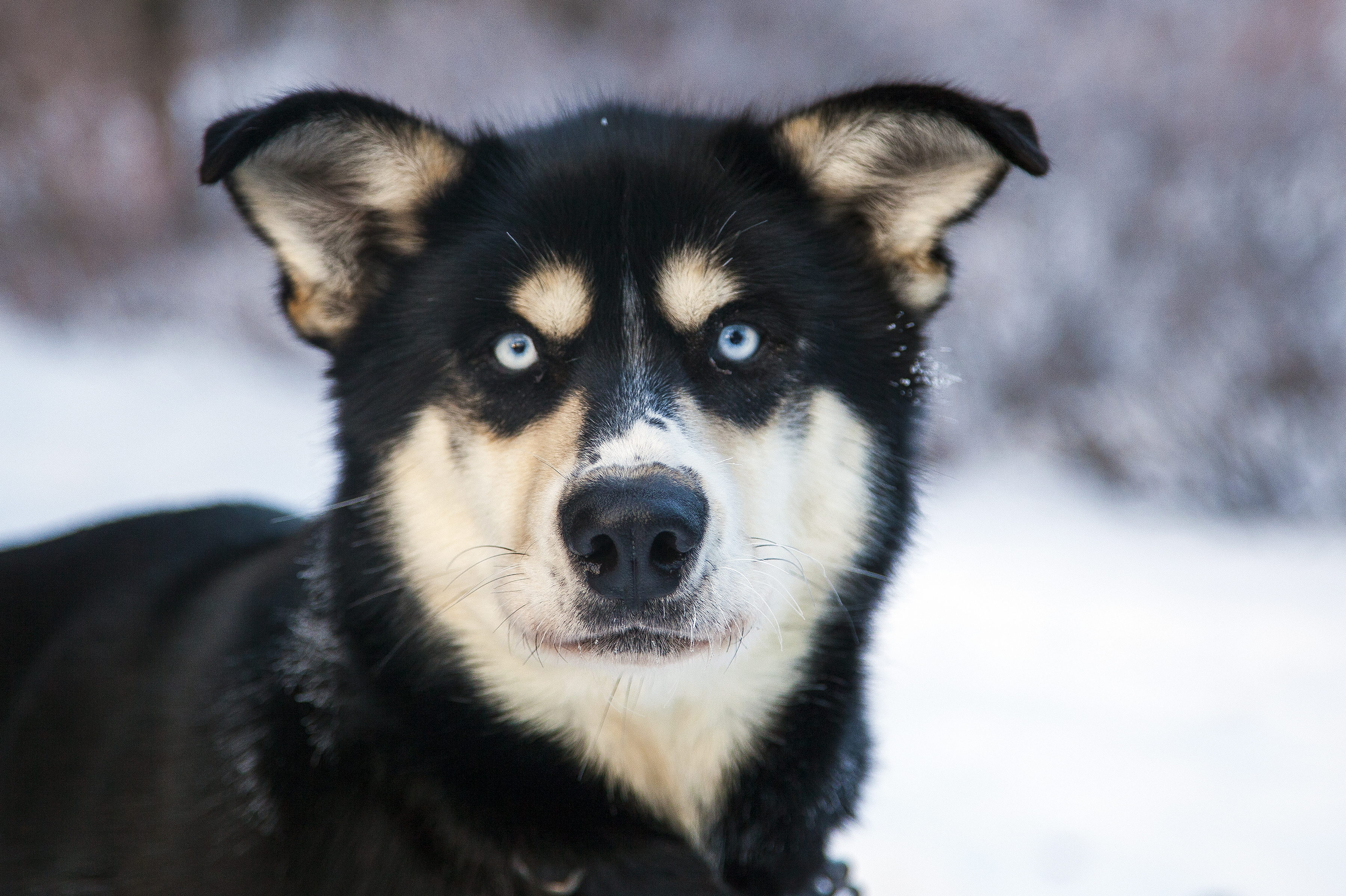
蓝眼是西伯利亞哈士奇的共同特征

阿拉斯加哈士奇极具运动天赋，牠身為雜交而成的品種，有著多樣的外貌，但仍保有部分典型特徵。
有些阿拉斯加哈士奇具有典型的哈士奇尖嘴犬特征，如尖耳與捲尾。祖上為獵犬、槍獵犬者則有尖/垂耳、直尾或像視覺型獵犬上收的腰部。培育阿拉斯加哈士奇時僅考慮作為雪橇犬的能力，故其外貌、體型並非培育時考慮的因素。
阿拉斯加哈士奇通常比西伯利亞哈士奇高，體型較阿拉斯加雪橇犬小。牠們的平均身高約在51至66公分、體重在16至34公斤之間。
强健的腿是培育阿拉斯加哈士奇時考慮的特徵與理想的性狀，而牠的皮毛通常為雙層，顏色圖案不特定。长跑型阿拉斯加哈士奇通常有更浓密的双层皮毛，以利抵御寒冷和强风，而短跑型阿拉斯加哈士奇的皮毛较短，以便在高速比赛中更快散热。
在长途探险和比赛中，远距离阿拉斯加雪橇犬通常会穿上狗外套和狗靴以调节体温，並保护狗的腿不因冰雪或崎岖地形而受傷。 

## 歷史
歐洲人在阿拉斯加定居後，他們開始讓雪橇犬賽跑以娛樂。阿拉斯加本土犬種以強壯、耐力聞名，但速度較慢。故人們為培育速度更快的犬隻，而將旧世界跑得較快的犬種與阿拉斯加本土犬種二者雜交。雜交的品種包括在比賽中獨占鰲頭的西伯利亚进口犬。
20世纪初以来，人們嘗試以不同的犬種培育出不同血統的比賽犬。最常見的為阿拉斯加雪橇犬和西伯利亚雪橇犬，也曾嘗試過格陵蘭犬、薩摩耶犬、麥肯錫河哈士奇等犬種。  

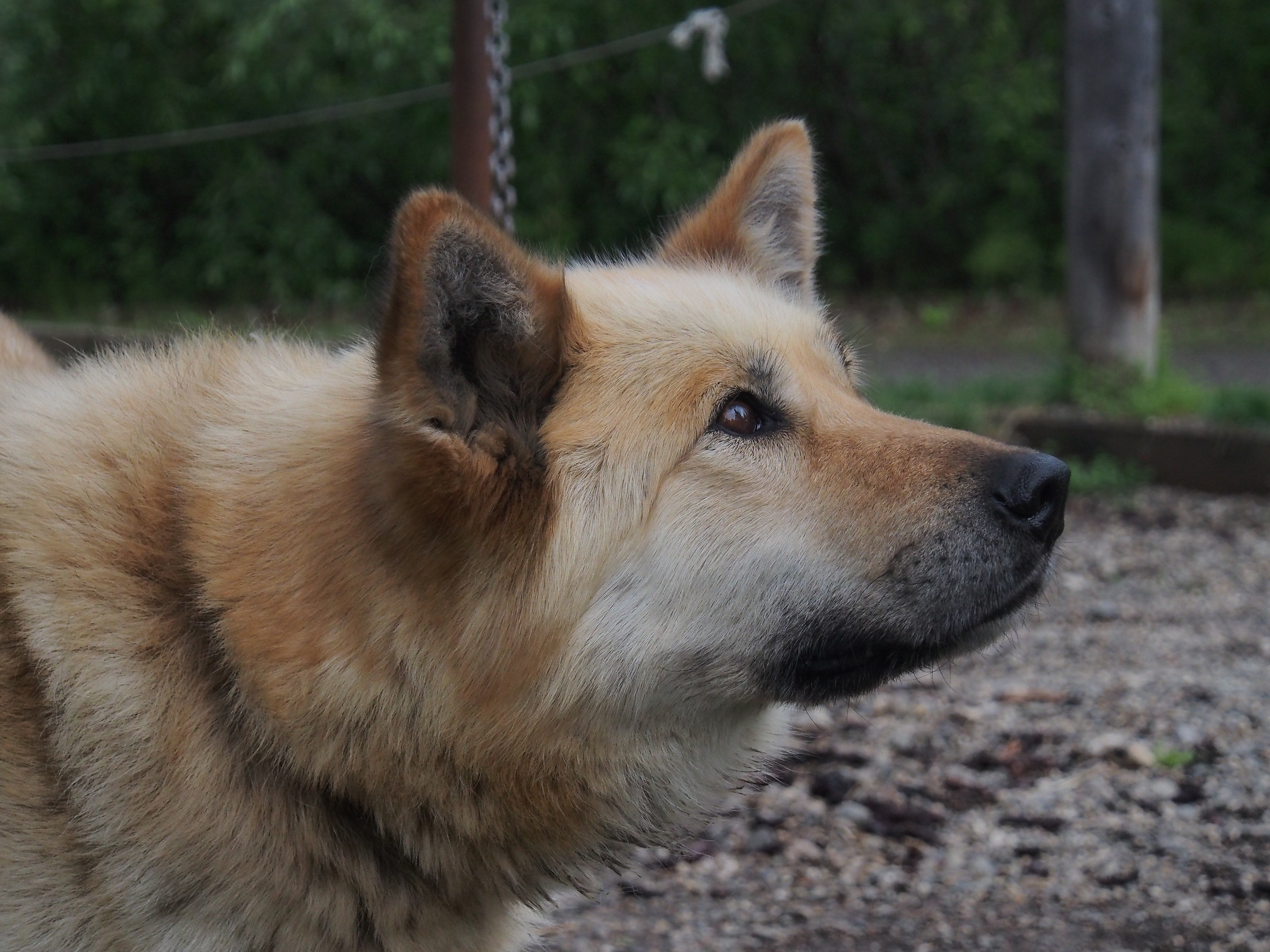
迪納利國家公園和保留區中一隻阿拉斯加哈士奇

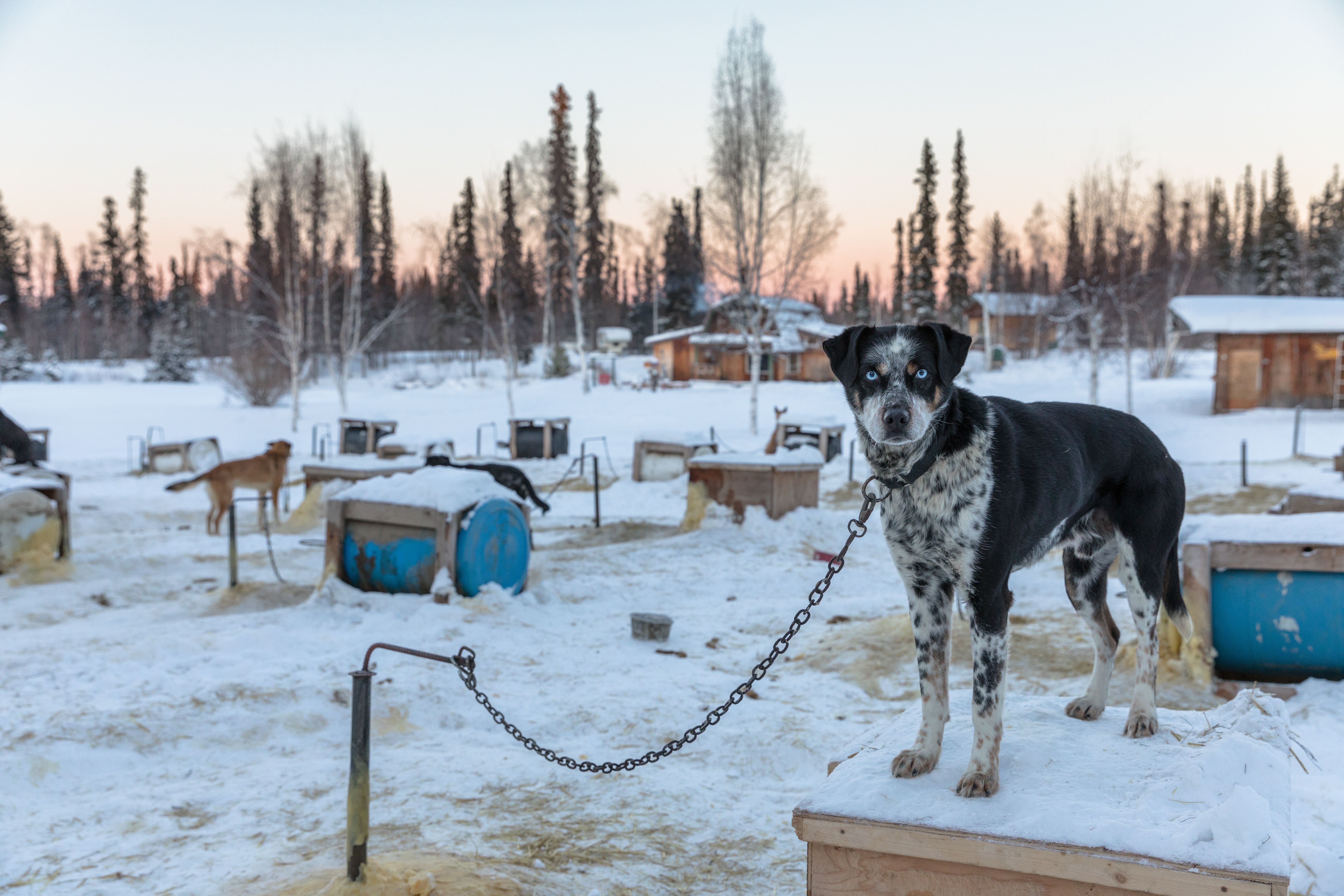
阿拉斯加哈士奇與他的狗窝

20世纪后半叶，雪橇犬的主要用途從實用轉為比賽導向，為提高犬隻在職業雪橇犬比賽中的速度，各種獵犬，例如指標犬、格雷伊獵犬、薩路基獵犬、苏俄牧羊犬、拉布拉多犬，甚至狼都被嘗試培育出阿拉斯加哈士奇。

## 血统
基因研究表明，阿拉斯加哈士奇起源于前殖民时期北美北极村的狗（包括阿拉斯加雪橇犬的前身），和西伯利亚进口犬（西伯利亚哈士奇犬的前身），并与欧洲犬种如指標犬、德國牧羊犬和薩路基獵犬杂交。
2015年的一项DNA研究表明，阿拉斯加哈士奇、西伯利亞哈士奇和阿拉斯加雪橇犬间有著密切的遗传关系，同時和西伯利亚的楚科奇雪橇犬也有血緣關係。
阿拉斯加哈士奇的基因來源中，除了雪橇犬品種外，還包括指示犬（Pointer）以及多種非北極犬種。針對阿拉斯加雪橇犬的基因多樣性，研究者將其基因庫依用途分為兩個主要族群進行分析：長距離組與短距離衝刺組。
- 長距離組中，來自北極/亞洲犬種的基因比例較高，主要包括西伯利亞哈士奇與阿拉斯加雪橇犬，另有來自獒犬/梗犬族群的基因，主要為大白熊犬與坎高犬。此外，長距離組在不同犬舍族群之間以及個體層面的遺傳差異，明顯大於短距離組。[9]
- 短距離組中，來自指示犬類與薩路基獵犬的基因比例較高，而西伯利亞哈士奇與阿拉斯加雪橇犬的比例最低。極限衝刺型犬隻的基因中，來自長期培育的阿拉斯加雪橇犬血統比例則最高。
- 另外，研究還選取了一個兼具長距離與短距離特徵的子族群進行分析，結果顯示該組中薩路基獵犬的基因比例最高，甚至超過極限衝刺型或極限長距離型犬隻。[9]

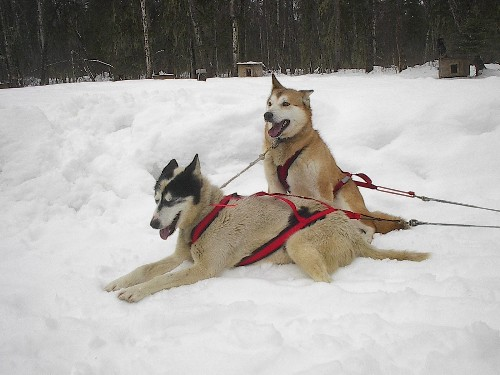
两只阿拉斯加哈士奇领头犬在赛跑活动中被拴在一起

## 健康與體能

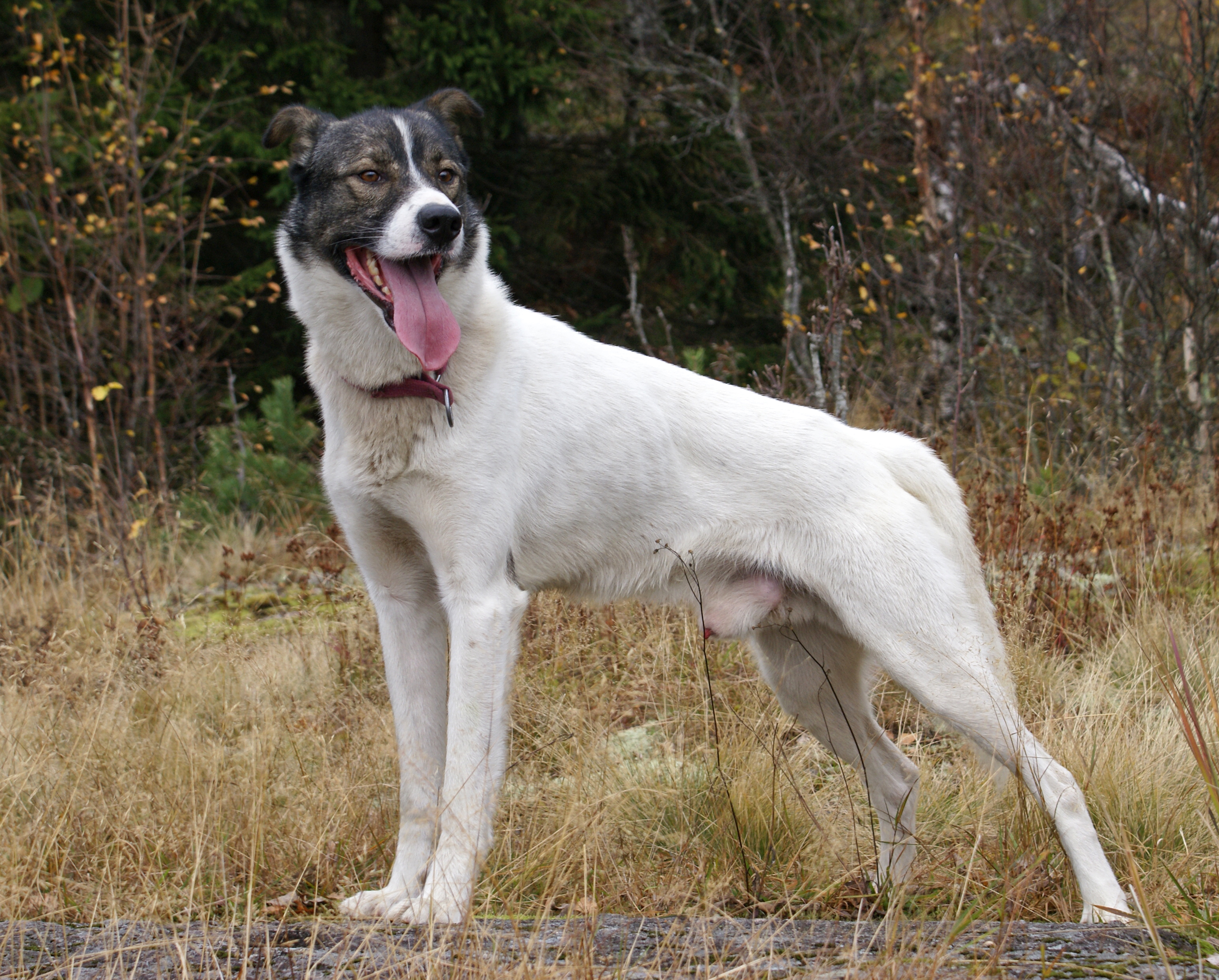
三岁的雄性阿拉斯加哈士奇

阿拉斯加哈士奇經過專門選育，目的為提升其運動表現。因此它的運動能力與合成代谢效率遠高於一般家犬，尤其在耐力項目上更為突出。專攻長距離的阿拉斯加雪橇犬在跑超過80 公里時，即使拖著中等重量的負載，也能比大多數動物及其他類雪橇犬更快。
針對阿拉斯加哈士奇的代謝能力研究顯示，在長時間行進初期，牠們的能量系統會迅速由高糖原碳水化合物轉為低葡萄糖來源（如高脂肪及高蛋白質的能量）。對低葡萄糖燃料的依賴，會隨著工作時間延長而更加明顯。良好的食慾也是理想的特質，因此在繁育時會特別重視。

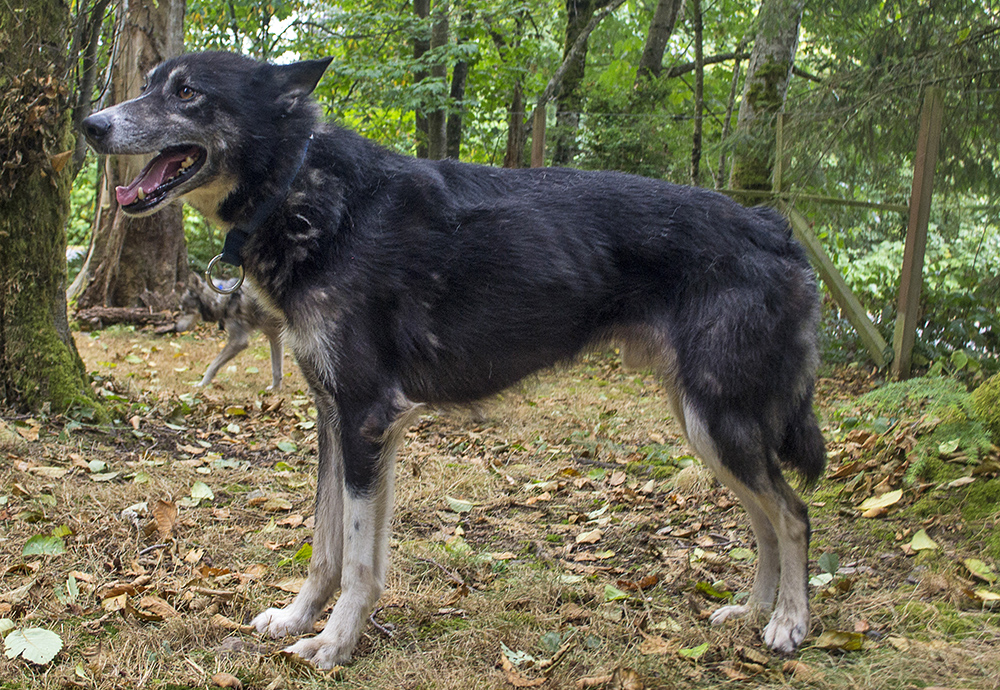
五岁雄性阿拉斯加哈士奇

與多數工作雪橇犬一樣，阿拉斯加哈士奇在套具牽引時能拖動遠超過自體重量的負載。短距離衝刺隊伍的時速可達45公里，長距離專項隊伍則曾在僅8天3小時40分13秒內完成1510公里的比賽，這段時間還包含40小時的強制休息與其他途中例行休息。
作為專門用途的工作雪橇犬，阿拉斯加哈士奇可能會遭遇與氣候或工作相關的健康問題，例如溫度相關性支气管炎或支氣管肺疾病，也被稱為「滑雪型哮喘」。
2020年，至今最大規模的「犬類血液學與血清生化檢測」研究發表，其中包含有史以來最多的健康運動犬數據。研究對象是4,804隻為艾迪塔罗德狗拉雪橇比赛訓練的雪橇犬，其中絕大多數為阿拉斯加哈士奇。研究發現，犬隻隨著時間與訓練，其抗老化與抗發炎的生化指標會提升，增強牠們的身心能力，直到平均6.6歲左右。儘管在性別、基因與年齡層方面觀察到一些差異，但在統計上並不顯著，也超出該研究的範圍，因此雖有觀察結果，卻無法得出確切科學結論。

## 行為
由於阿拉斯加哈士奇的基因背景與培育目的多元，其行為與氣質變化很大。與所有雪橇犬一樣，牠們天生渴望牽引與奔跑，這是繁殖決策中的首要條件。心理穩定性同樣重要，因為牠們必須與其他犬隻在隊伍中密切接觸、接受人員照護與運輸，以及在比賽中面對沿途擁擠的觀眾與其他雪橇隊伍。
由於牠們是專門為工作能力而非駕駛者直接身體指令所培育，因此智慧與解決問題的能力非常重要，這往往是優秀領犬的特徵，而這類犬隻也是繁殖時最受重視的對象。牠們被期望能憑本能與經驗判斷路況與情勢，因此阿拉斯加哈士奇的繁育往往同時追求卓越的認知能力與出色的運動天賦。

## 另見
- 犬種列表
- 哈士奇